# The Philadelphia Experiment
The Philadelphia Experiment es una película estadounidense de ciencia ficción de 1984 de Stewart Rafill y protagonizada por Michael Paré y Nancy Allen.
La película está basada en la novela de ciencia ficción The Philadelphia Experiment: Project Invisibility” de Charles Berlitz y William L. Moore de 1979.

## Argumento
Es la Segunda Guerra Mundial. En 1943, los Estados Unidos prueban un sistema antirradar para hacer que los barcos de la Marina de los EE. UU. sean invisibles para el enemigo. Para ello el Dr. James Longstreet utiliza para su experimento el destructor de escolta USS Eldridge que, al activarse, desaparece de Filadelfia. Eso lleva a que los marineros David Herdeg y su mejor amigo Jim Parker, que están cerca de ese sistema salten en el tiempo y lleguen por una razón desconocida a 1984 a Nevada.
Confundidos, conocen allí a Allison Hayes, que a causa de malentendidos tienen que raptar para utilizar su coche, que no saben utilizar para así protegerse de gente que los persigue por esos malentendidos. Intentan sin éxito ponerse en contacto con su base y, de la nada, Parker desaparece luego en un hospital, cuando su salud deteriora. Adicionalmente el gobierno busca a Herdeg. En esta situación Allison ayuda a David a visitar a la esposa de Jimmy, Pamela, pero Jim, ahora viejo, se niega a verlo. Ahora, la única esperanza de David es encontrar al Dr. Longstreet, que todavía está vivo, para saber qué hacer. Mientras tanto la atmósfera está empeorando en Nevada a causa de un agujero inexplicable que ha surgido allí. 
Finalmente lo encuentra con ayuda de Haysen en Nevada. Resulta ser la persona que envió al gobierno para encontrarlo. Le explica que el experimento del gobierno se hizo también en Nevada el mismo día en el que llegaron para hacer invisible a una ciudad. También le explica que han descubierto que ambos experimentos habían causado un agujero en el espacio-tiempo, en el que están tanto el destructor como la ciudad. Le explica adicionalmente que ese agujero tiene que cerrarse, porque sino la Tierra de 1984 dejaría de existir con el tiempo a causa de ella, ya que lo engulle todo, cosa que solo puede hacer él por sus conocimientos del USS Eldridge, ya que solo puede cerrarse si alguien destruye el sistema en ese lugar y sabe también donde buscar al respecto. 
También le explica que su amigo fue transportado por ese agujero al destructor y que hará lo mismo a él. cosa que no debe ocurrir por la necesidad de que alguien debe llegar al destructor preparado para hacer ese trabajo. Dándose cuenta de que tiene razón, Herdeg se va con un traje especial al agujero y se deja absorber por él. De esa manera él vuelve al destructor y con el equipo necesario que le dieron él destruye el sistema. Allí dice adiós a su amigo que está en el destructor, comprendiendo así por qué no quiso hablar con él, para volver a 1984, donde quiere estar con Haysen, de la que se ha enamorado y viceversa sabiendo que, ahora que el agujero está cerrado, él puede permanecer en 1984 sin problemas teniendo además el dinero de la marina que se le dio desde 1943 por haber sido clasificado solamente desaparecido y no muerto, lo que le posibilitará vivir bien en 1984.

## Reparto
- Michael Paré - David Herdeg
- Nancy Allen - Allison Hayes
- Eric Christmas - Dr. James Longstreet
- Bobby Di Cicco - Jim Parker
- Louise Latham - Pamela
- Kene Holiday - Mayor Clark

## Producción
La película fue filmada en Los Ángeles, situado en el estado estadounidense de California, en Salt Lake City y Wendover, situados en el estado estadounidense de Utah, y en Charleston, situado en el estado estadounidense de Carolina del Sur. El rodaje se hizo entre el 28 de noviembre de 1983 y el 4 de febrero de 1984. Una vez rodado, se estrenó el 3 de agosto de 1984.

## Recepción
Aunque la obra cinematográfica no tuviese mucho éxito de taquilla en el cine durante su estreno, la producción aun así dio paso a una secuela en 1993 y a una adaptación para la televisión en 2012.
En el presente la película ha sido valorada en los portales de información cinematográfica y entre la crítica profesional. En el portal de información IMDb, con 15.849 votos registrados al respecto, el filme obtiene una media ponderada de 6,1 sobre 10. En Rotten Tomatoes, donde la crítica profesional también da su opinión, solo la mitad de la crítica profesional, 10 en total, le da una valoración positiva mientras que la otra mitad le da una valoración negativa. Finalmente las más de 5.000 valoraciones de los usuarios del agregador que han valorado la obra cinematográfica le dan a ella una media de 3,1 sobre 5.